# Quinn (futbolista)
Quinn (Toronto, Canadá; 11 de agosto de 1995) es una figura del deporte canadiense que alcanzó la fama por ser futbolista para el Comité Olímpico Canadiense y constituirse como la primera persona transgénero no binaria en ganar una categoría olímpica. Juega como mediocampista en el OL Reign de la National Women's Soccer League de Estados Unidos. Es internacional con la selección de Canadá y ha representado a su país en los Mundiales Femeninos de 2019 y 2023.

## Estadísticas

### Clubes
| Club                   | País           | Año             |
| ---------------------- | -------------- | --------------- |
| Toronto Lady Lynx      | Canadá         | 2013            |
| Washington Spirit      | Estados Unidos | 2018            |
| Paris FC               | Francia        | 2019            |
| OL Reign               | Estados Unidos | 2019 - 2020     |
| Vittsjö GIK (préstamo) | Suecia         | 2020            |
| OL Reign               | Estados Unidos | 2021 - presente |

## Palmarés

### Títulos internacionales
| Título                        | Equipo | Sede           | Año  |
| ----------------------------- | ------ | -------------- | ---- |
| Torneo de las Cuatro Naciones | Canadá | China          | 2015 |
| Juegos Olímpicos de Verano    | Canadá | Río de Janeiro | 2016 |
| Copa de Algarve               | Canadá | Portugal       | 2016 |
| Juegos Olímpicos de Verano    | Canadá | Tokio          | 2020 |

(*) Incluyendo la Selección

## Vida personal
Quinn creció en una familia deportista: su padre Bill jugó al rugby, su madre Linda al baloncesto y su hermana gemela Jillian también juega al fútbol.
En la infancia también participó en hockey, baloncesto, y carreras de esquí. Con seis años comenzó a jugar al fútbol en Toronto, su ciudad natal.
En 2020 declaró usar en inglés los pronombres neutros "they/them" que son equivalentes al pronombre neutro "elle" de la lengua española.
En 2023 se convirtió en la primera persona abiertamente no binaria en jugar en el Mundial Femenino de la FIFA.